# Amazon GO

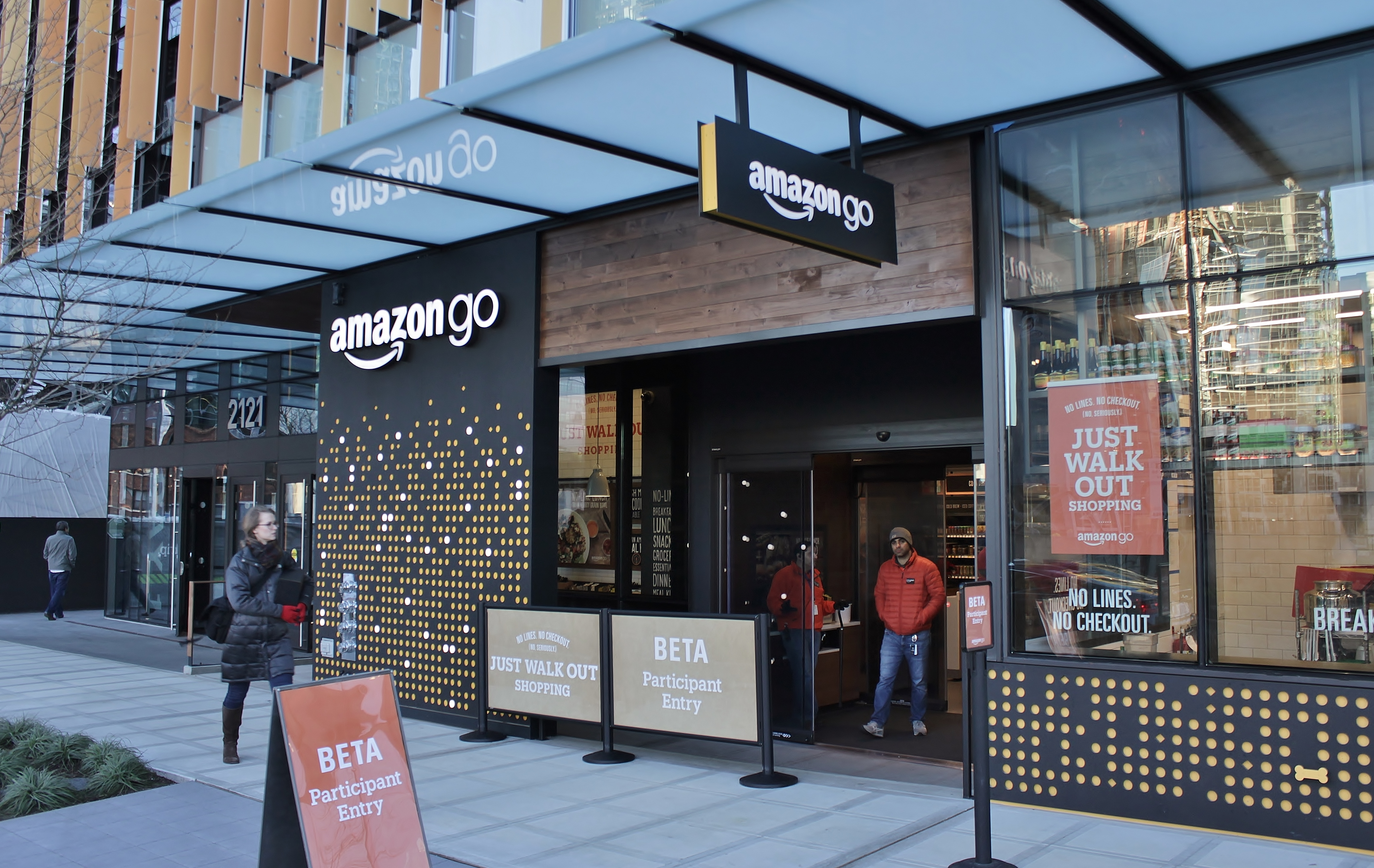
Amazon Go

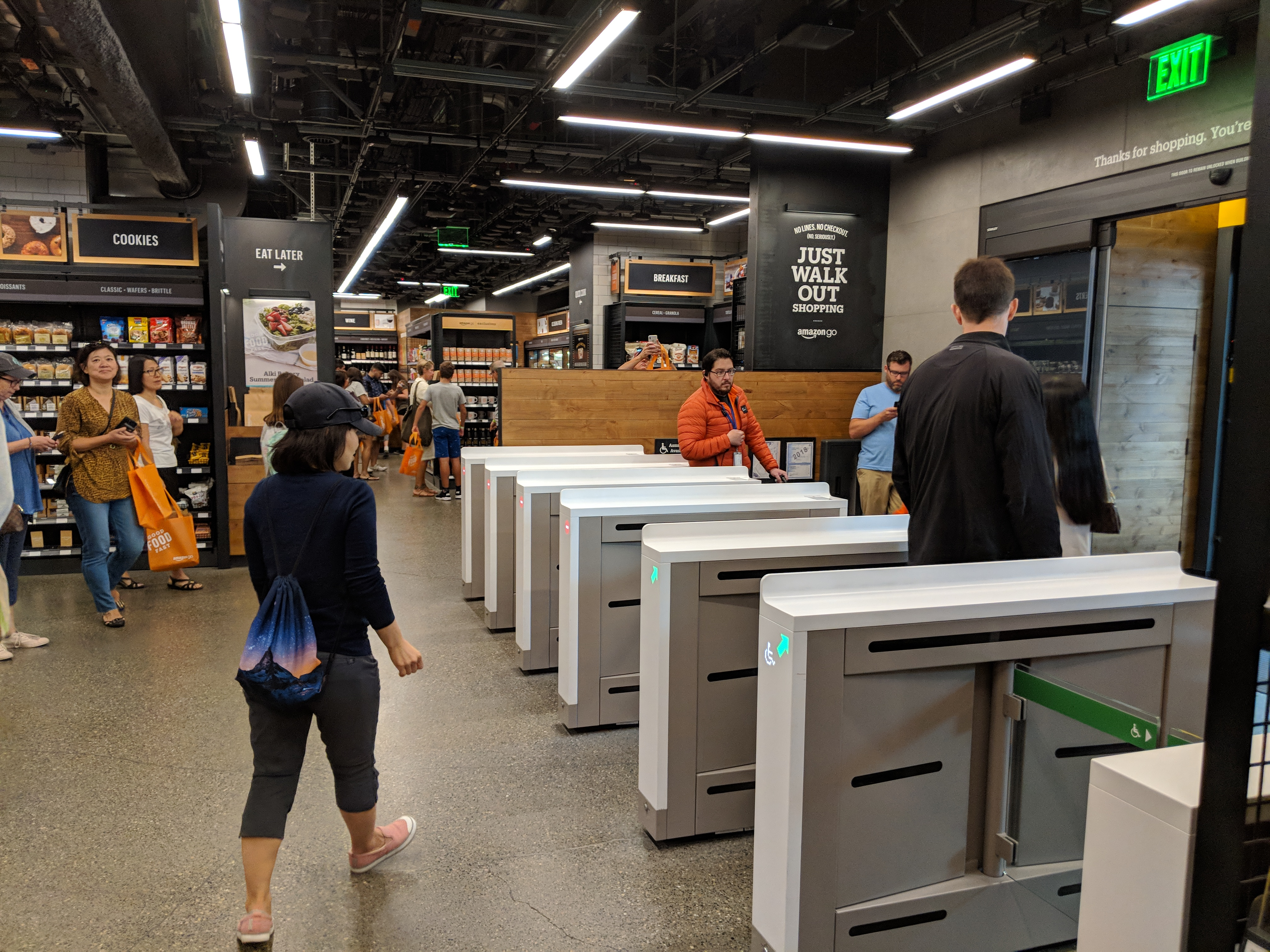
出入口

Amazon Go為知名電商亞馬遜公司提出的無人商店概念，主張不用排隊結帳，拿了想買的商品即可離開商店的概念，首間無人便利商店「Amazon Go」2016年12月5日開放於亞馬遜公司內部，於2018年1月22日在美國西雅圖正式對外營運。 

## 服務介紹
- Amazon Go結合了雲端計算、機器學習、電腦視覺、感應偵測器等科技，應用這項拿了就走技術(Just Walk Out Technology)，店內的相機、感應監測器，以及背後機器演算法會辨識消費者拿走的商品品項，並且達成當顧客走出店面將自動結帳結果。

- 使用Amazon Go服務必須是亞馬遜的帳號用戶，並先下載Amazon Go專屬App才能購買、付款。走進這家商店前，得先在入口處掃描Amazon Go App、確認身份，接著將想買的商品拿在手上、走出店面即完成結帳扣款。[3]

- Amazon Go主要面向的是不做飯，或是不願意在吃飯問題上花太多時間的人。因為貨品以半成品的食品、快餐食品、零食、可直接食用的主食為主。營業時間是週一至週日(24小時)。[4]

## 外部連結
- 亞馬遜Amazon GO的無店員商店【中文字幕】（页面存档备份，存于）
- Amazon Go無人商店開幕！不只收銀員，連小偷都要失業了（页面存档备份，存于）
- 國外無人商店大獲好評，Amazon Go 今年目標再開6家（页面存档备份，存于）
- Amazon Go智能商店美國開業（页面存档备份，存于）